# 中山貴雄
中山 貴雄（なかやま たかお、1970年11月6日 - ）は、テレビ朝日の社員。元アナウンサー。

## 略歴
東京都出身。慶應義塾幼稚舎、慶應義塾普通部、慶應義塾高等学校、慶應義塾大学経済学部を卒業後、1994年に入社した。大学時代は寺尾ゼミに所属していた。
スポーツアナウンサーとして、野球や水泳にとどまらず、さまざまな競技の実況を担当している。夏季オリンピック中継では、2004年アテネ、2008年北京、2012年ロンドンと、3大会連続でジャパンコンソーシアムに参加している。
また、ホームページのプロフィールでは、担当したい番組の中に「高校野球の実況」を挙げている。2005年から2011年までは、夏季オリンピックが開催されない年に、テレビ朝日からの派遣で系列局・朝日放送制作の全国大会のテレビ中継で実況を担当していた。なおテレビ朝日では、中山以外に、後輩のスポーツアナウンサー（清水俊輔や大西洋平）も全国大会の中継で実況やインタビュアーを務めている。
2013年10月には、先輩アナウンサー・田原浩史の後任として、テレビ朝日アスクのゼネラルマネージャー（学校長）に就任。スポーツ実況の一線からいったん離れたが、翌2014年は要員の関係もあり再び実況を担当している。2015年9月でゼネラルマネージャーを退任。

## 過去の出演番組

### スポーツ中継における主な実況
- オリンピック中継（アテネ、北京、ロンドン）
  - 水泳、野球などさまざまな競技を担当
  - アテネ五輪：野球、ソフトボール、テニス、競泳、水球、飛び込み、射撃を担当
  - 北京五輪：ケイリン永井清史銅メダル実況、競泳100m平泳ぎ北島康介金メダルインタビュー、バドミントン女子3位決定戦末綱前田ペア実況
  - ロンドン五輪：競泳実況、女子マラソン中間点リポート
- プロ野球中継「スーパーベースボール」
  - 2002年10月29日、日本シリーズ第3戦　西武×巨人（西武ドーム）
  - 2003年10月26日、日本シリーズ第6戦　ダイエー×阪神（福岡ドーム）
  - 2004年10月19日・21日、日本シリーズ第3戦・第4戦　西武×中日（西武ドーム）- 第3戦では谷繁元信とアレックス・カブレラが満塁ホームランを放ち、カブレラが打ったシーンでは「打ったー!!!なんということだ!場外に消えた!勝ち越しの満塁ホームラン返し!!」と伝えている。
  - 2005年10月22日、日本シリーズ第1戦　ロッテ×阪神（千葉マリン）
  - 2006年3月5日、WBC第1ラウンド　日本×韓国（東京ドーム）
  - 2006年3月14日、WBC第2ラウンド　日本×メキシコ（アナハイム）
  - 2006年10月24日、日本シリーズ第3戦　日本ハム×中日（札幌ドーム）
  - 2007年10月27日、日本シリーズ第1戦　日本ハム×中日（札幌ドーム）
  - 2008年11月2日・5日、日本シリーズ第2戦・第4戦　巨人×西武（東京ドーム）、西武×巨人（西武ドーム）
  - 2009年3月5日・9日、WBC第1ラウンド　日本×中国（東京ドーム）、日本×韓国（東京ドーム）
  - 2009年10月31日、日本シリーズ第1戦　日本ハム×巨人（札幌ドーム）
  - 2010年11月2日、日本シリーズ第3戦　ロッテ×中日（千葉マリン）
  - 2011年11月19日、日本シリーズ第6戦　ソフトバンク×中日（ヤフードーム）
  - 2012年11月1日、日本シリーズ第5戦　日本ハム×巨人（札幌ドーム）
- 世界水泳選手権実況（福岡、バルセロナ、モントリオール、メルボルン、ローマ、上海）
- 福岡国際マラソンセンター1号車実況
- 横浜国際女子マラソンスタート・ゴール実況
- ル・マン24時間レース実況
- 東京国際女子マラソンスタート・ゴール実況
- 全国高校野球選手権大会中継実況・インタビュアー（朝日放送・BS朝日、2005年 - 2006年・2009年 - 2011年）

### その他のレギュラー番組
代表で務めた報道・情報番組
| 期間       | 期間      | 番組名                     | 役職                                                                   |
| ---------- | --------- | -------------------------- | ---------------------------------------------------------------------- |
| 1994年10月 | 1995年9月 | ステーションEYE            | 月～木曜日スポーツキャスター                                           |
| 1995年10月 | 1996年3月 | ステーションEYE            | 平日スポーツキャスター                                                 |
| 1996年10月 | 2001年3月 | サンデージャングル         | スポーツキャスター                                                     |
| 1998年10月 | 1999年3月 | 早起き!チェック            | 金曜日スポーツキャスター                                               |
| 1998年10月 | 1999年3月 | やじうまワイド             | 金曜日スポーツキャスター                                               |
| 1999年4月  | 2000年3月 | ANNニュース                | 週末昼枠での担当キャスター                                             |
| 1999年4月  | 2000年3月 | 長島三奈の熱闘!スポーツM18 | キャスター                                                             |
| 2001年4月  | 2013年3月 | GET SPORTS                 | 進行役 ※2002年4月からは『ANN NEWS&SPORTS』スポーツ担当キャスターを兼務 |

その他
- 速報!甲子園への道（テレビ朝日で放送される関東ローカルパートのキャスター）
- 熱闘甲子園（朝日放送・テレビ朝日共同制作）1997年放送分でナレーターを担当
- 小学生クラス対抗30人31脚全国大会（松井康真の後任で2代目実況アナウンサーとして出演）
- 中居正広のプロ野球タブーに挑戦!
- 夢対決!とんねるずのスポーツ王は俺だ!スペシャル

## 同期アナウンサー
- 小久保知之進（現在は宣伝部員）
- 野村華苗（退社）